# 中尾憲一
中尾 憲一（なかお けんいち）は、日本の天文学者・宇宙物理学者。理学博士。主な専門は一般相対論・強重力場の物理学。
大阪公立大学大学院理学研究科物理学専攻教授。理学博士。1986年愛知教育大学教育学部理科特別課程(物理学科) 卒業。1991年広島大学大学院理学研究科（物理学専攻）博士課程修了。日本学術振興会特別研究員，京都大学理学部助手を経て，2008年10月より大阪市立大学大学院理学研究科数物系専攻教授となり、2022年から組織改編により現職。